# Воскресенське (Андреапольський район)
Воскресенське (рос. Воскресенское) — село в Андреапольському районі Тверської області Російської Федерації.
Населення становить 65 осіб. Входить до складу муніципального утворення Андреапольський округ.

## Історія
Від 2006 до 2019 року входило до складу муніципального утворення Хотилицьке сільське поселення.

## Населення
| 2002 | 2010 |
| ---- | ---- |
| 105  | ↘65  |